# Capitole de l'État de New York
Le Capitole de l'État de New York (en anglais : New York State Capitol) est un bâtiment situé à Albany, capitale de cet État américain, où siège sa législature.
Construit entre 1867 et 1889 pour un coût de 25 millions de dollars, afin de remplacer l'Old State Capitol devenu trop petit, dans les styles à la fois néo-roman et néo-Renaissance par les architectes Thomas Fuller, Leopold Eidlitz, Henry Hobson Richardson et Isaac G. Perry, il est inscrit au titre des National Historic Landmarks depuis 1979.
Le Capitole fait partie du complexe Empire State Plaza construit entre 1965 et 1976.

## Galerie

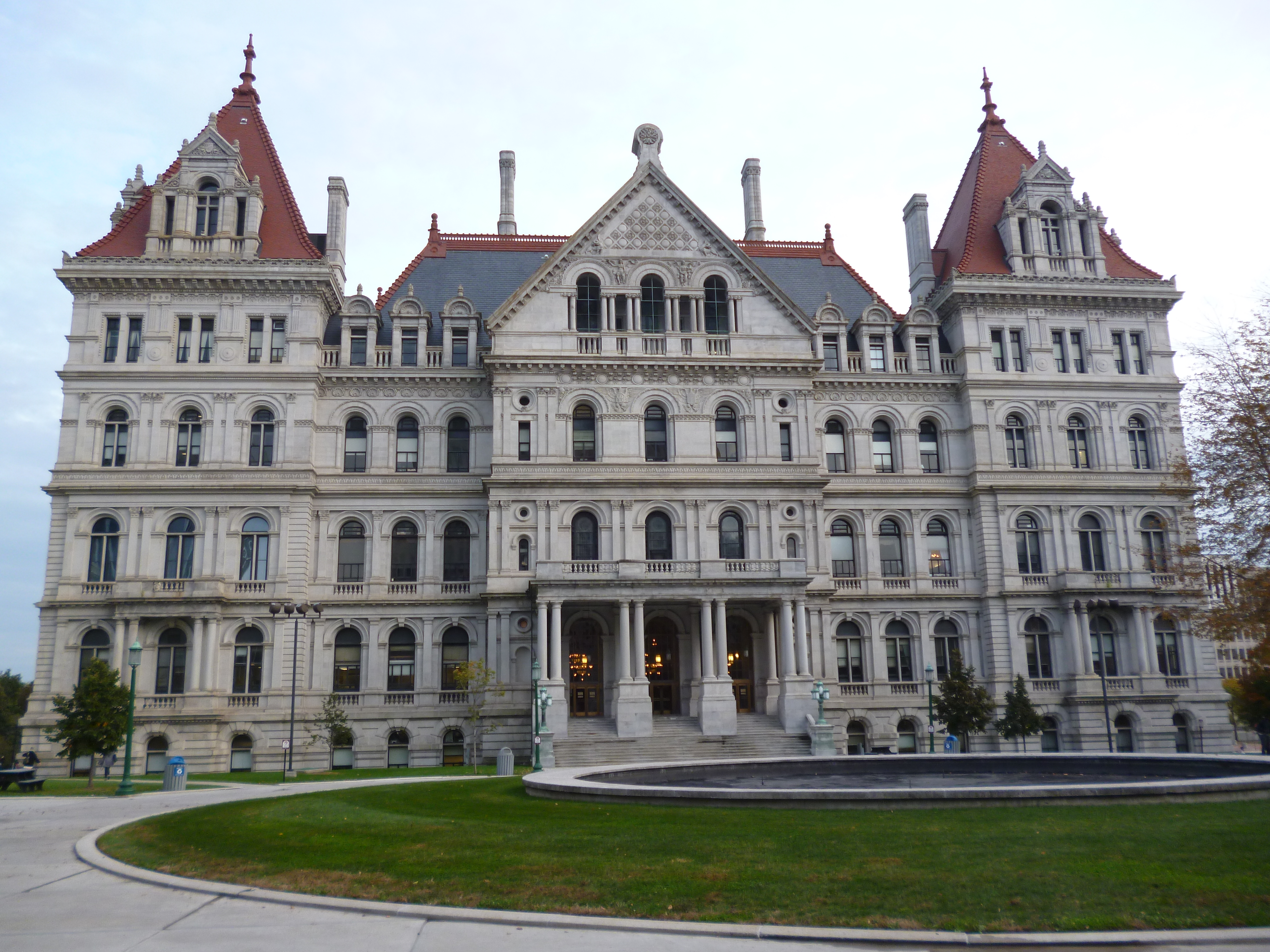
Vue depuis l'Alfred E. Smith State Office Building.
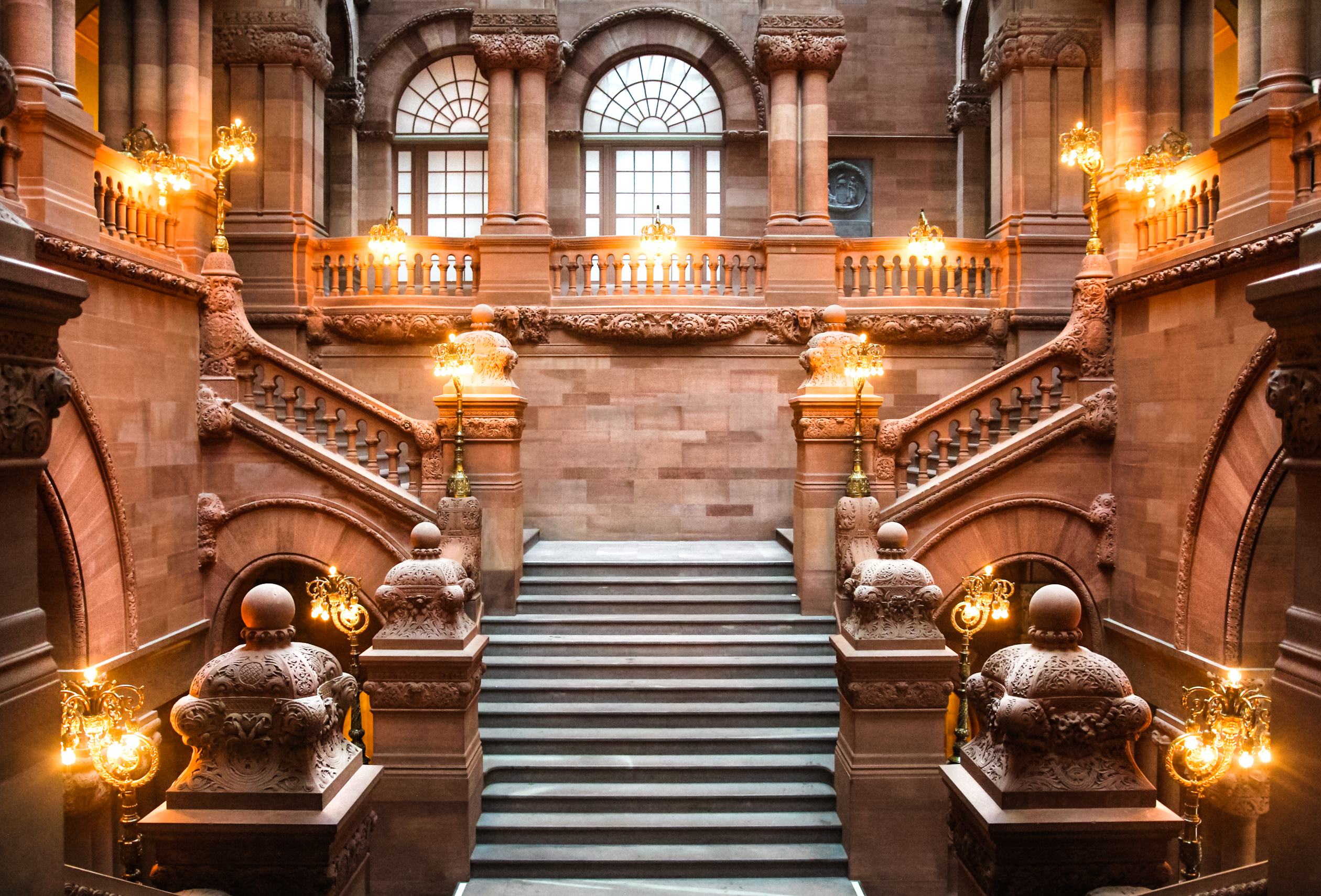
Escalier monumental.
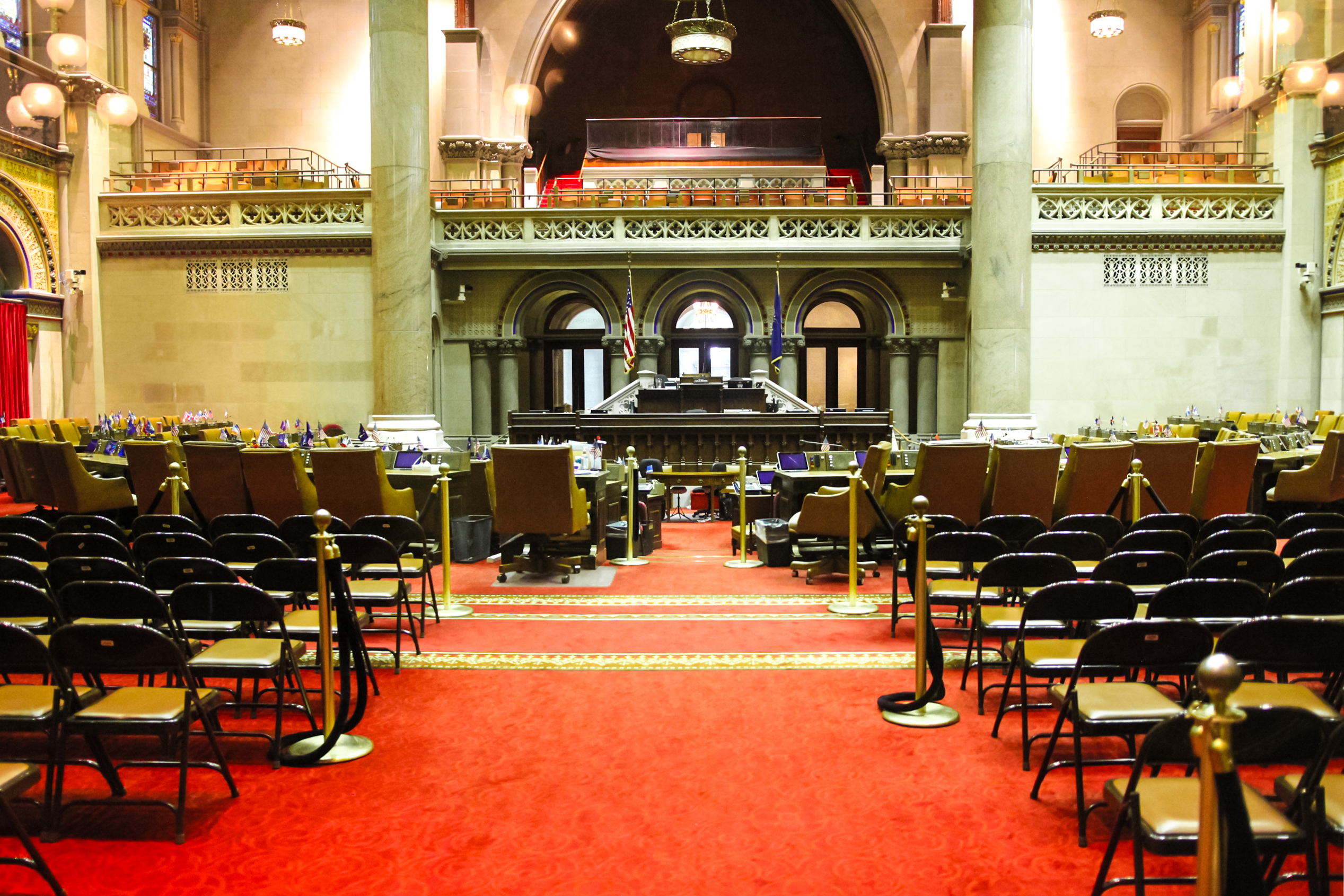
Hémicycle de l'Assemblée.
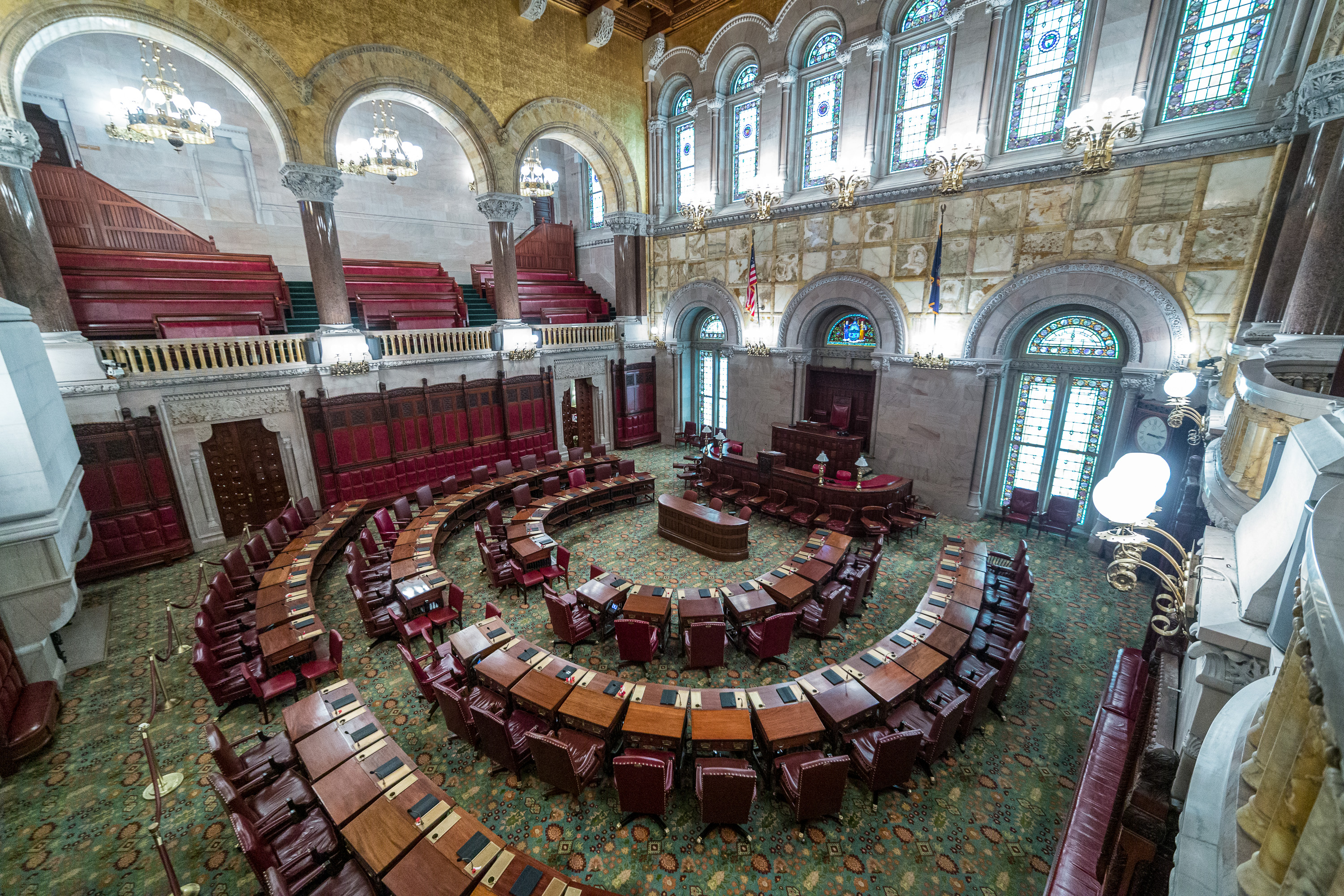
Hémicycle du Sénat.